# Crucificados pelo sistema
Crucificados pelo sistema è l'album di debutto del gruppo musicale hardcore punk Ratos de Porão, pubblicato nel 1984. È il primo album hardcore punk pubblicato in Sud America.

## Tracce
1. Morrer (Dying)
2. Caos (Chaos)
3. Guerra desumana (Inhaun War)
4. Agressão/repressão (Aggression/Repression)
5. Obrigando a obedecer (Forcing to Obey)
6. Asas da vingança (Wings of Revenge)
7. Que vergonha (What a Shame)
8. Poluição atômica (Atomic pollution)
9. Pobreza (Poverty)
10. FMI (International Monetary Fund)
11. Só pensa em matar (Only intends to kill)
12. Sistema de protesto (System of protest)
13. Não me importo (I don't Care)
14. Periferia (Shantytown)
15. Crucificados pelo sistema (Crucified by the System)
16. Corrupção (Corruption)

## Formazione
- Gordo - voce
- Mingau - chitarra
- Jabá - basso
- Jão - batteria